# کان‌ذن‌ریو
کان‌ذن‌ریُو  یک  ورزش رزمی  و از سبک‌های کاراته است. این سبک یکی از سبک‌های ایرانی کاراته‌ است که به جهت قدمت فعالیت آن توسط فدراسیون کاراته ایران به رسمیت شناخته می‌شود. بنیان‌گذار این سبک در ایران، زنده یاد فرهاد وارسته نام دارد که وی  تنها ایرانی دارای کمربند مشکی دان ۱۰ در کاراته بود. , وب سایت رسمی انجمن این سبک در آدرس www.kanzenryu.org می‌باشد .

## ترتیب رتبه کمربندها
ترتیب کمربندها در این سبک به شرح زیر است: سفید، زرد، نارنجی، سبز، آبی، قهوه‌ای و مشکی.

## نحوه ابداع سبک کان ذن ریو
کان ذن ریو اساساً تکامل و ترکیب سه سبک اصلی کاراته است: Shorinji Ryu - توسط Kori Hisataka و وادو-ریو - توسط H. Ohtsuka و Go-Jyu-Ryu - توسط G. Yamaguchi تأسیس شده‌اند. ترکیبی از این سه سبک است که Kan-Zen-Ryu را می‌سازد. 

Love your self dear